# Josefin & Florin
Josefin & Florin är en svensk dokumentärfilm med premiär den 20 september 2019. Långfilmen är skapad av Ellen Fiske och Joanna Karlberg med de två huvudpersonerna medverkande som sig själva.

## Handling
Filmen skildrar den äkta men något osannolika kärlekshistorien mellan de två huvudpersonerna.

## Uppmärksamhet
I samband med premiären så publicerade DN:s kulturbilaga en helsida om filmarna och filmprojektet. Även i SvD fick filmen - som även "adopterats" av Amnesty International -  ett positivt mottagande. Sveriges Radios kulturredaktion sände på premiärdagen ett tio minuter långt inslag där båda regissörerna/filmarna samt huvudpersonen Josefin medverkade. En dryg vecka efter premiären publicerade DN ännu en lång artikel om filmen och dess huvudpersoner. 
Inför Guldbaggegalan 2020 blev filmen nominerad till tre baggar: Bästa dokumentär, Bästa klipp samt Bästa ljud/ljuddesign. Erika Gonzales, Kristin Grundström och Karolina Bengtsson vann guldbaggen för Bästa klippning för filmen.
Hösten 2020 nominerades Josefin & Florin även till EBU-festivalen Prix Europa.